# شو آراکی
شو آراکی (انگلیسی: Sho Araki؛ زادهٔ ۲۵ اوت ۱۹۹۵) بازیکن فوتبال اهل ژاپن است.